# 望月加奈
望月 加奈（もちづき かな、1972年7月24日 - ）は、日本のAV女優。趣味:ボウリング、ゴルフ、カラオケ。

## 略歴・人物
千葉県出身。31歳でAV業界入りを決意する。その理由は「愛する彼氏から「お前が他人と絡んでいるところを見たい」と懇願されたから。」以後、約160本以上のAVに出演。友田真希と並ぶ熟女系を代表する“キカタン（企画単体）”女優。「松沢真理」「小島南」の名前での出演歴もある。
2008年3月25日、スカイパーフェクTV!の「スカパー!アダルト放送大賞」の熟女女優を受賞する。
2010年9月1日の公式ブログでAV業界からの引退を表明した。仕事の行き詰まりや愛猫の急逝などで、自身のモチベーションが持続できなくなったことを理由としている。。
2013年10月、AVに復帰。

## 出演作品

### オリジナルビデオ
- 麗しの未亡人（2006年撮影、レジェンド・ピクチャーズ）・Vシネ初出演
※『ドスケベ未亡人 剥がれた喪服』（チャンネル115 放送日2007年3月16日〜22日)のシネマをソフト化
- 堕ちてゆく人妻 イケない指の戯れ（2008年撮影、レジェンド・ピクチャーズ）
- 人妻女教師 禁断の青い性（2009年撮影、レジェンド・ピクチャーズ）

### アダルトビデオ(松沢真理） 名義
2003年
- 団地妻 乱れ疼く秘密の午後（12月21日、アテナ映像）※デビュー作
- 艶熟 中出し（12月24日、グローリークエスト）

2004年
- 初脱ぎ熟女（1月13日、クリスタル映像）
- 奥様欲情日記（1月13日、アテナ映像）
- 非日常的悶絶遊戯（2月10日、AVS）
- 酔狂伝 そんなに酔わせてどうするの（2月12日、クリスタル映像）
- 綺麗なお姉さんに犯されたい（2月21日、アテナ映像）
- 昼下がりの淫ら妻（3月2日、クリスタル映像）
- 人妻温泉癒し系6（3月30日、クリスタル映像）
- 酔狂伝 酔えば女はエロくなる!!（4月16日、クリスタル映像）
- 私ってスゴ淫ですワ（5月2日、クリスタル映像）
- うわさの未亡人定食屋（5月15日、ネクストイレブン）
- 熟女おもらし恥態6連発 6（5月15日、マドンナ）オムニバス作品
- 牝犬のうた 3（5月18日、アートビデオ）
- 近視相姦（5月21日、桃太郎映像出版）
- 癒し系幼な妻 乱れた性（6月11日、桃太郎映像出版）
- 団地に棲む人妻たち 2（6月15日、マドンナ）オムニバス作品
- 痴熟女発情オナニー 7（7月15日、マドンナ）オムニバス作品
- みんなのマドンナマチコ先生（7月15日、ネクストイレブン）
- 寸止め 生殺しはヤメて!（7月29日、クリスタル映像）
- 美艶巨乳マゾ（8月12日、アートビデオ）
- 中出しマダム 5（8月15日、マドンナ）オムニバス作品
- 現役＆巨乳ナースの恥蜜（8月15日、プールクラブ）
- バイブの虜 8（8月15日、プールクラブ）
- 初脱ぎ熟女12連発!! 2（8月20日、クリスタル映像）オムニバス作品
- アナルレズエステ 2（9月9日、ディープス）
- 義母がスケベーで身がもたない（東京音光）
- 義母さんバレー失神アタック（10月5日、東京音光）
- 美しき痴女 変態さんは眼が違うよ、眼が（10月11日、アテナ映像）
- 友達の母 11（10月15日、KUKI）オムニバス作品
- 新任女教師（11月19日、マドンナ）オムニバス作品
- 魅惑（11月20日、ネクストイレブン）
- 人妻クリニック3（ネクストイレブン）
- むくもり温泉いやしの湯（ネクストイレブン）

2005年以降
- 大昇天3 スワップ4Pで潮吹き絶叫、大昇天 松沢真理31才（2005年1月21日、クリスタル映像）
- 乱舞（2月20日、アートビデオ）
- 東京マラソン（5月20日、ネクストイレブン）
- 東京ラマン（5月20日、ネクストイレブン）
- 奥様欲情日記4（9月22日、アテナ映像）
- 狂い泣く愛如たち（11月10日、アートビデオ）

### アダルトビデオ（小島南 名義）
- CELEB CLUB Vol.2（2005年11月13日、HAMEX（ハメックス））

### アダルトビデオ（望月加奈 名義）
2004年
- Rush薬物乱用中出し（剛田プロ）
- 乳首と乳房でイク女（10月15日、ヒビノ）
- 新任女教師（11月19日、KUKI）
- アナルメイトJAPAN（12月3日、グローリークエスト）
- 僕のやさしいママになってください。望月加奈 32歳（12月10日、ドグマ）
- 美しき痴女（12月11日、アテナ映像）
- Gカップ超美乳妻中出し 加奈32歳不倫旅行（12月15日、ロータス）
- かなり気になるアソコの家族（12月15日、ネクストイレブン）
- 不倫地獄 レイプスワップ 夫の前で…、義父の前で…、情夫の前で…（12月25日、FA映像）
- 行列の出来る白衣の天使 公衆便所（12月16日、メディアステーション）

2005年
- 旅館内性乱脈（1月15日、FA映像）
- 潮吹き絶叫痙攣大昇天3 3時間デラックス（1月21日、クリスタル映像）
- 奥さんの夫が開発した大人のオモチャを試させてください（2月17日、ソフト・オン・デマンド）
- 人妻暴行 奥さんもうがまんできねぇよ!（2月15日、ビッグモーカル）
- 優しい奥さん（2月17日、ナチュラルハイ）
- 人妻（3月5日、ステージメディア）
- 淫縛の縄化粧柔肌の絆（3月、ビーワン）
- 昼下がりの団地妻（3月5日、ステージメディア）
- 美しき痴女 あら、がまん汁…いいのよ「体中ナメてあげる」（3月5日、アテナ映像）
- どうせこの世は男と女 宅配の人妻たち 女房の妹と寝る亭主 出戻り娘と義父 亭主はムショ、女房は浮気（3月10日、FAプロ）
- 溜池ゴローうれごろ日記（3月17日、ミル）
- 出会い系 出会えた人妻（3月20日、メディアステーション）
- お姉さんのランジェリー10（3月22日、ステージメディア）
- 人妻暴行 隙だらけの人妻3時間（3月25日、ビッグモーカル）
- 母乳淫乳・乳まみれ（3月27日、現映社）
- Mrs Tokyo Date（4月9日、ステージメディア）
- 愛か性欲か（4月10日、FA映像）
- お義母さんが教えてあげる 愛の手ほどき3時間（4月15日、ビッグモーカル）
- 溺愛義母浪漫DX 5（4月22日、アカデミック）
- 義姉さん 昼間から夜這いです（4月23日、クリスタル映像）
- 近視相姦 巨乳母の妄想（5月2日、グローリークエスト）
- 第1回SOD社内公開リアルかくれんぼ（5月4日、SODクリエイト）
- 中年たちのどす黒い甘い夢（5月10日、FA映像）
- この夜はエロ色 熟女・淑女・中年女（5月10日、FA映像）
- 望月加奈 ぴったりフィットLOVE（6月3日、アウダースジャパン）
- 浮気録画【公開不倫ナマ旅行】望月加奈 32（6月10日、ドリームチケット）
- 性愛（6月10日、FA映像）
- 心に残る 愛のエロ本（6月10日、FA映像）
- 爆乳女教師陵辱課外授業（6月15日、ビーエムドットスリー）
- いやし学園なごみ組（7月15日、アレックス）※総集編
- ラバーズ、KANAGAWA、横浜、関内、みなとみらい、鎌倉編（7月16日、芳友舎）
- 美人妻陵辱 アナルレイプ（7月21日、ヒビノ）
- 人妻エロめがね（7月17日、メディアステーション）
- 深夜タクシー後部座席（7月25日、FA映像）
- やられたい女たち 私を好きにしてください（7月25日、FA映像）
- 爆乳女教師陵辱課外授業（7月27日、ビーエムドットスリー）
- 露出情事（望月加奈）32才（8月5日、ワープエンタテインメント）
- もう、戻れない女 REAL WORLD 6（8月7日、アタッカーズ）
- 人生劇場 娘の恋人を奪う母 情事の地獄 娘の肉体（8月10日、FA映像）
- 中高年の為に...若い娘を抱きたい 2（8月10日、FA映像）
- 猥褻熟女 3（8月19日、シネマジック）
- 中出し近視相姦（8月19日、GLAY'z）
- 昼下がりの淫ら妻 3時間DX（8月19日、クリスタル映像）
- 夏のエロ本（8月25日、FA映像）
- どうせこの世は男と 娘の自慰をのぞいた舅（8月25日、FA映像）
- 中出し 義母れイブ2（8月26日、TMA）
- 我慢できない独身三十路6人（8月27日、現映社）
- 人妻・熟女 おいろけコレクション01（8月31日、笑夢）オムニバス作品
- きれいな奥様（9月1日、センタービレッジ）
- 夫の目の前で犯されて－ アナル中出し輪姦…（9月7日、アタッカーズ）
- 人妻OLのむちむちボディ（9月7日、グローバルメディアエンタテインメント）
- 非日常的クネクネ映像集 渡辺琢斗のライフワーク（9月7日、AVS）
- 美人美女カタログ 福岡・横浜編（9月10日、h.m.p）
- セレブ中出し（9月15日、センタービレッジ）
- 熟母相姦（9月19日、マルクス兄弟）
- 痴熟女家政婦（9月23日、センタービレッジ）
- 院内性乱脈 性欲処理内科2（9月25日、FA映像）
- のぞきの季節 下半身露出・合体!（9月25日、FA映像）
- 夏の性生活白書（9月25日、FA映像）
- 中出し近親相姦 望月加奈 35歳（9月29日、センタービレッジ）
- 極選マダムス4時間（9月30日、ケイ・エム・プロデュース）
- 望月加奈 アナル奴隷白書（10月7日、アタッカーズ）
- セレブ中出し（10月7日、BB）
- 熟女マニアがみる夢 ブルセラ熟女 7巻 加奈33歳（10月10日、AVS）
- この世はエロ色 熟女 淑女中年の女（10月10日、FA映像）
- 痴熟女家政婦（10月14日、センタービレッジ）
- 近親相姦巨乳おねだりママ（11月5日、マルクス兄弟）
- 画家の妻（11月15日、アレックス）
- 手で使わないでするSEX大興奮（11月15日、アレックス）
- SUPERからくりAV（11月15日、ネクストイレブン）
- 義母さんお股を開きましょう...（12月1日、ワンズファクトリー）
- 人妻いじめ 汚された裸体23（12月9日、キャンドゥ）
- 出会い系出会えた人妻（12月11日、メディアステーション）
- 熟雌女anthology ＃005 熟女の口はもっと嘘をつく。（12月15日、アウダースジャパン）
- 卑猥熟女SX（12月16日、シネマジック）
- 不倫地獄 レイプスワップ 夫の前で...義父の前で...情夫の前で...（12月25日、FA映像）
- 美貌美乳30エロ盛り（12月27日、現映写）

2006年
- すけべ義父の嫁いぢり 16（1月13日、東京音光）
- 色っぽい嫁の白い乳房パンティー 全裸の肉体 夜のあえぎ声（1月15日、FA映像）
- 24人のカリスママダムス（1月20日、おかず。（ケイ・エム・プロデュース））
- 中高年の為に...エロス性的いたずら 脱げ!寝ろ!目をつむれ!（1月25日、FA映像）
- 10人巨乳義母（1月27日、アカデミック）
- 人妻凌辱物語（2月10日、TMインターナショナル）
- 美しき女体エロス 性犯罪名作選（2月15日、FA映像）
- ハッスル奥様1（2月16日、キャンドゥ）オムニバス作品
- ナースナース4時間（2月17日、メディアステーション）
- 熟れた友達のお母さん犯しまくりたい（2月19日、ドグマ）
- どうせこの世は男と女 ゴムを使わないナマナマしい不倫（2月25日、FA映像）
- 近親相姦中出し・新妻と義弟 32才（3月4日、ヒビノ）
- 蛇縛の親子無残（3月7日、アタッカーズ）
- 望月加奈の正直エロい（3月15日、アレックス）
- 望月加奈 近所の若者に凌辱アナル中出しレイプ（3月16日、アイエナジー）
- 陵辱アナル中出しレイプ（3月16日、アイエナジー）
- 極選マダムズ ベスト9人120分スペシャル（3月17日、おかず。（ケイ・エム・プロデュース））
- 美しき痴女 あら、ガマン汁 いいのよ体中ナメてあげるよ（3月28日、アテナ映像）
- 熟女探偵 アナル凌辱事件簿 4（4月7日、アタッカーズ）
- 熟女ヒロイン10（4月14日、ギガ）
- 癒し系 幼な妻エスコート（5月2日、桃太郎映像出版）
- くねる美女と密室デート（5月10日、AVS）
- SEXの匂いがする 弟の嫁、義母さん、お姉ちゃん、女教師（5月10日、FA映像）
- 近視相姦 お母さんと僕のナイショの関係（5月13日、マルクス兄弟）
- 睡眠薬アヌス（5月19日、CROSS（クロス））
- 人生エロまみれ キッスオブ接吻（5月25日、FA映像）
- 再婚家庭相姦図 妹・母・娘（5月25日、FA映像）
- 日本婦人の悲劇（5月25日、FA映像）
- 人生エロまみれキッスオブ接吻（5月25日、FA映像）オムニバス作品
- 禁断の♂♀な関係2（6月22日、V&Rプロダクツ）
- 川崎軍二シリーズ 蔵の母娘（6月23日、グラフィティジャパン）
- 義理の母 美巨乳スペシャル210分（6月25日、サイド・ビー制作室）
- 奴隷島 第四章 姉妹愛への冒涜（7月7日、アタッカーズ）
- 人妻エロめがね（7月17日、メディアステーション）
- 美人妻陵辱レズレイブ（7月20日、ソフト・オン・デマンド）
- 幸せくずし（7月25日、マドンナ）
- ミセス東京デートXVIII（7月31日、ステージメディア）
- 美熟女イキマクリ4時間（8月1日、ワンズファクトリー）
- ミセス東京デート DV.6（8月5日、アカデミック）
- 川崎軍二シリーズ 色情ピンサロバスの旅（8月17日、グラフィティジャパン）
- antholgy special「熟雌女の口はうそをつく」（8月18日、アウダースジャパン）※総集編
- 売春団地妻（8月20日、ホットエンターテイメント）
- 中出し義母レイブ2（8月26日、TMA）
- 我慢出来ない独身三十路6人（8月27日、現映社）
- 人気女優・望月加奈さんをキモ親父が1日中オモチャにしました（9月1日、映天）
- 中出し近親相姦 DXVoI.2（9月7日、センタービレッジ）
- 人妻熟女おいろけコレクションNO1（9月9日、笑夢）オムニバス作品
- 人生いろいろ18・27・35歳の性（9月10日、FA映像）
- 熟女探偵 アナル凌辱事件簿4時間（9月13日、マルクス兄弟）
- 熟女12人 近親相姦4時間（9月13日、マルクス兄弟）
- 熟女を電マでいかせ続ける3時間（9月13日、プレステージ）
- 火花散る淫乱美人26歳〜43歳まで（9月16日、現映社）オムニバス作品
- まんぐりもんぐり240分（9月19日、CROSS（クロス））
- 色欲歌舞伎町の女（9月25日、ホットエンターティメント）
- 濡れた別れと出逢いの湖（9月28日、フラットコーポレーション）
- 美人妻アナル中出し 加奈32歳不倫旅行（10月5日、アリス）
- 愛人妻　加奈32歳（10月5日、ピーターズ）
- ぴちぴち熟女のムレムレSEX（10月5日、アウダースジャパン）
- バカAV女優をダマくらかして密室で自画撮りオナニーを撮らせちゃいました（10月6日、メディアバンク）
- レイプ裁判 正義の法廷（10月7日、アタッカーズ）
- 熟女12人近視相姦4時間（10月13日、マルクス兄弟）
- 熟女ジャックマニア（10月10日、AVS）
- 肛門スキスキ!アナルママ（10月19日、CROSS(クロス））
- 素人妻リアルエクスタシー!（10月20日、大洋図書）
- 巨乳女教師アナル調教（10月25日、マドンナ）
- 川崎軍二シリーズ 色情哀しき母と散る桜（10月27日、グラフィティジャパン）
- 22人の義母さん4時間（10月31日、マルクス兄弟）
- 近視相関図 熟母相姦（11月5日、マルクス兄弟）
- 人妻解放区 色気豊満完璧人妻 望月加奈34歳（11月16日、ガッツ）
- 熟女ヒロイン討伐（11月24日、ギガ）
- 痴女たちの変態性行為（11月25日、ながえSTYLE（サイド・ビー制作室））
- 近視相姦 母と息子の背徳性愛（12月1日、ワンズファクトリー）オムニバス作品
- すけべな息子に義母はメロメロ（12月8日、東京音光）
- 競水ミセスVol.03（12月10日、AVS）
- 町内会 温泉旅行の夜（12月22日、タイガーマイスターズ）

2007年
- 母さん（1月15日、小林興業）
- ハードレスビアン肉欲地獄（1月25日、ながえSTYLE(サイド・ビー制作室））
- ああ!!母さん僕の魚肉ソーセージを食べさせてください4時間スペシャル（1月27日、フラットコーポレーション）オムニバス作品
- 憧れの叔母さん（1月31日、ドリームステージ）
- 熟女マニアが見る夢〜ブルセラ熟女競泳水着special（2月10日、AVS）
- ブルセラ熟女競泳水着special2（2月10日、AVS）
- 艶熟の宴（2月15日、センタービレッジ）
- 悶え狂った貞淑妻（2月15日、ネクストイレブン）
- 隅田川慕情（2月16日、グラフィティジャパン）
- 完全契約!24時間拘束100回いかなきゃ帰さない（2月16日、タイガーマスターズ）
- 償い（2月25日、ながえSTYLE(サイド・ビー制作室））※ビデオワールド誌 2006年度下半期作品ベスト1位入賞
- ATTACKERSイラマチオBEST III（2月28日、アタッカーズ）
- 少年おちんぽ兄弟の母親性的逆しつけ（3月19日、CROSS(クロス））
- 肛門アクメLove（3月19日、CROSS(クロス））
- 人妻競水マニア NO8（3月24日、オフィスケイズ）
- 夫の出張中にする妻たちの情事大全集（3月25日、FA映像）
- 悶え狂った 貞淑妻（3月27日、ジャパングランプリ）
- べっちょり熟女（4月4日、グローバルメディア）
- 癒らし。〜大人の恋愛 〜望月加奈34歳（4月6日、アウダースジャパン）
- 若妻巨乳乱辱熟（4月13日、溜池ゴロー）
- 僕のママは巨乳教師（4月15日、ワープエンタテインメント）
- 東京パンパン娘（4月20日、ネクストイレブン）
- 凌辱ロマン 瞬間恋愛 女を拾った男の物語…（5月7日、アタッカーズ）
- ヘンリー塚本エロ本 官能の性行為集（5月10日、FA映像）
- 近親相姦 官能悲話集（5月17日、ヒビノ）
- レイブ 力ずくの和姦（5月25日、FA映像）
- 熟いぢり（5月30日、D-MAX）
- 艶熟の宴4時間（6月、匠）
- 最高級美熟女4時間コレクション（6月1日、ワンズファクトリー）
- アナルデラックス（6月7日、アイエナジー）
- 熟女スペシャル240分 NO7（6月16日、グラフィティジャパン）
- 通算493回イキました2記念スペシャル240分（6月18日、タイガーマイスターズ）
- HOTロマン劇場 僕の愛した悲しきおかみの裸体（6月25日、ホットエンターティメント）
- 本着衣猥談（7月7日、AVS）
- 借金地獄 妻の肉体返済（7月20日、ネクストイレブン）
- 肛門ハイスクールアナルFUCK（8月19日、CROSS(クロス））
- 絶叫悶絶!集団電マ逝き地獄トランス4時間（9月13日、マルクス兄弟）
- マゾ女教師性器肛門二穴ママと、いたずらサディスト娘と女生徒（9月19日、CROSS(クロス））
- かまきり貴婦人2望月加奈（10月1日、AVS）
- 人生劇場（10月13日、FA映像）
- 夏エロ本（10月13日、FA映像）
- 中高年の為に・若い娘を抱きたい2（10月13日、FA映像）
- 強姦（10月25日、FA映像）
- 嫁の恥部は春の匂い 色っぽい熟女と一つ屋根の下（10月25日、ながえSTYLE(サイド・ビー制作室））
- 強盗と未亡人の悦楽（10月26日、グラフィティジャパン）
- 真説 母子相姦 家庭内交尾ドキュメントSP（11月13日、BRAVO）
- スポユニ痴女誘戯（12月1日、AVS）
- 中出しお義母さんが教えてあげる お義母さんの膣(なか）に出したかったんでしょ?（12月25日、ビッグモーカル）
- 強盗婦女暴行 肉欲逃亡（12月25日、ながえSTYLE(サイド・ビー制作室））
- 院内性乱脈 性欲処理内科 2（12月25日、FAプロ）

2008年
- 美熟女スナック（1月16日、マキシング）
- 昼間に自宅で監禁されて…（2月15日、ドリームチケット）
- ディープレズビアン 誘惑の罠（2月25日、ながえスタイル）
- M中毒婦人（3月10日、ソルト・ペッパー）
- 地妻 乱れ堕ちていく午後の団地妻たち3時間（3月14日、ビッグモーカル）
- 息子のムスコとママの秘部1 淫乱義母とスケベな息子の淫らな関係!!（3月27日、イエローボックス）
- 人妻妖艶妄想（4月10日、ソルト・ペッパー）
- あ〜、濡れてるうちに二度、三度… 妻の欲求不満解消術（6月25日、FAプロ）
- 巨尻妻（7月4日、映天）
- （裏）手コキクリニック〜完全版〜 性交クリニック4（7月4日、SODクリエイト）
- もう、戻れない女の物語（7月7日、アタッカーズ）
- 再婚家庭相姦図 妹 母 娘（7月13日、FAプロ）
- 夏の性生活白書（7月13日、FAプロ）
- のぞきの季節 下半身露出・合体!（7月25日、FAプロ）
- 女教師の痴態狂態（9月25日、ながえスタイル）
- 中出し破壊Wレイプ 黒人巨大マラVS巨乳母娘（10月8日、グローバルメディアエンタテインメント）
- ベロニカの淫水 濡れた好色人妻（10月25日、FAプロ）
- 熟女レズ ふたなりセンズリ変態デッサン（11月5日、グローバルメディアエンタテインメント）
- 近親相姦 巨乳義姉に夫と息子を寝取られた美尻母 「息子のチ○ポは私専用」（11月20日、グローリークエスト）
- 女囚おっぱいビンタ 淫舞巨乳W悦楽（11月25日、FAプロ）
- 義母相姦 W義母 第2章（12月12日、ビッグモーカル）

2013年
- 隣人に狙われた人妻（10月7日、アタッカーズ）
- 美人女将 凌辱女体接待 5（11月7日、アタッカーズ）

2014年
- 被虐の家庭教師7（5月7日、アタッカーズ）